# Pike County, Pennsylvania
Pike County är ett administrativt område i östra Pennsylvania i USA. År 2010 hade countyt 57 369 invånare. Den administrativa huvudorten (county seat) är Milford. Countyt ligger i västra utkanten av New Yorks storstadsregion, på gränsen till delstaten New Jersey.

## Politik
Pike County tenderar att rösta på republikanerna i politiska val.
Republikanernas kandidat har vunnit rösterna i countyt i samtliga presidentval sedan valet 1940, utom valet 1964 då demokraternas kandidat vann countyt. I valet 2016 vann republikanernas kandidat med 61,1 procent av rösterna mot 35,2 för demokraternas kandidat.

## Geografi
Enligt United States Census Bureau har countyt en total area på 1 468 km². 1 417 km² av den arean är land och 51 km² är vatten.

### Angränsande countyn
- Sullivan County, New York - nord
- Orange County, New York - öst
- Sussex County, New Jersey - sydost
- Monroe County - sydväst
- Wayne County - nordväst